# 海洋拟精干蟹
海洋拟精干蟹（学名：Pariphiculus mariannae）为玉蟹科拟精干蟹属的动物。分布于印度尼西亚、马来群岛、缅甸、印度以及中国大陆的广东、海南等地，生活环境为海水，多见于浅水处的软泥底。